# Bains-sur-Oust
Bains-sur-Oust è un comune francese di 3 491 abitanti situato nel dipartimento dell'Ille-et-Vilaine nella regione della Bretagna.
Il territorio comunale è bagnato dalle acque del fiume Aff e da quelle del fiume Oust.

## Società

### Evoluzione demografica
Abitanti censiti